# Neka druga ljubav (soundtrack)
The Next Best Thing je soundtrack za film Neka druga ljubav iz 2000. Album je objavljen 21. veljače 2000. pod Maverick Recordsom.
Madonna je odabrala većinu pjesama na albumu. Dospio je na 34. mjesto Billboard 200 ljestvice. Na albumu su se našle dvije nove Madonnine pjesme: "Time Stood Still" (koju je napisao William Orbit), te obrada poznate pjesme Don Mcleana "American Pie". Ova druga je bila svjetska uspješnica, a na prvo mjesto ljestvica se popela u UK, Australiji, Njemačkoj i Japanu. Na albumu su se našle pjesme izvođača kao što su Moby, Beth Orton, Christina Aguilera i Groove Armada.

## Popis pjesama
1. "Boom Boom Ba" - Métisse
2. "Bongo Bong" - Manu Chao
3. "Don't Make Me Love You ('Til I'm Ready)" - Christina Aguilera
4. "American Pie" - Madonna
5. "This Life" - Mandalay
6. "If Everybody Looked the Same" - Groove Armada
7. "Why Does My Heart Feel So Bad?" - Moby
8. "I'm Not in Love" - Olive
9. "Stars All Seem to Weep" - Beth Orton
10. "Time Stood Still" - Madonna
11. "Swayambhu" - Solar Twins
12. "Forever and Always" - Gabriel Yared